# Rinorea macrantha
Rinorea macrantha är en violväxtart som beskrevs av M. Jacobs. Rinorea macrantha ingår i släktet Rinorea och familjen violväxter. Inga underarter finns listade i Catalogue of Life.